# Banana Moon
Banana Moon – pierwszy solowy album studyjny australijskiego muzyka i poety Daevida Allena, wydany w 1971 roku nakładem BYG Actuel. Na niektórych wznowieniach tytuł albumu zapisywano jako Bananamoon.

## Lista utworów
Opracowano na podstawie materiału źródłowego.
Wydanie LP:
Strona A – Banana Moon
| Nr | Tytuł utworu                                 | Muzyka                    | Długość |
| -- | -------------------------------------------- | ------------------------- | ------- |
| 1. | „It’s the Time of Your Life”                 | Christian Tritsch         | 3:21    |
| 2. | „Memories”                                   | Hugh Hopper, Robert Wyatt | 3:37    |
| 3. | „All I Want is Out of Here”                  | Christian Tritsch         | 4:48    |
| 4. | „Fred the Fish and the Chip on His Shoulder” | Daevid Allen              | 2:27    |
| 5. | „White Neck Blooze”                          | Daevid Allen              | 4:38    |
| 6. | „Codein Coda”                                | Daevid Allen              | 0:58    |
|    |                                              |                           | 19:49   |

Strona B – Stoned Innocent Frankenstein
| Nr | Tytuł utworu                             | Muzyka       | Długość |
| -- | ---------------------------------------- | ------------ | ------- |
| 1. | „Stoned Innocent Frankenstein”           | Daevid Allen | 3:36    |
| 2. | „And His Adventures in the Land of Flip” | Daevid Allen | 11:44   |
| 3. | „I Am a Bowl”                            | Daevid Allen | 2:46    |
|    |                                          |              | 18:06   |

## Twórcy
Opracowano na podstawie materiału źródłowego.
Muzycy:
- Daevid Allen – śpiew, gitara
- Robert Wyatt – perkusja; gitara, śpiew (A2)
- Archie Legget – gitara basowa
- Gary Wright – fortepian (A2)
- Gerry Fields – skrzypce
- Maggie Bell – wokal wspierający
- Barry St. John – wokal wspierający
- Pip Pyle – perkusja (A1)
- Christian Tritsch („Submarine Captain”) – gitara, gitara basowa (A1)
- Nick Evans – puzon (B3)
- Gilli Smyth („Shakti Yoni”) – (kosmiczny) śpiew

Produkcja:
- Jean Georgakarakos, Jean-Luc Young – produkcja muzyczna
- Pierre Lattès – produkcja wykonawcza